# Shannon Moore
Shannon Brian Moore (Cameron, Carolina del Norte; 27 de julio de 1979) es un luchador profesional estadounidense conocido por su trabajo en la Total Nonstop Action Wrestling (TNA), World Wrestling Entertainment (WWE) y World Championship Wrestling (WCW).

## Carrera

### Inicios
Shannon Moore empezó su carrera en Carolina del Norte junto con los Hardy Boyz a los que les une una gran amistad desde pequeños. Empezó trabajando en la compañía de los Hardy Boyz y más tarde en circuitos independientes. Después empezó a luchar en el South Championship Wrestling y en la National Championsip Wrestling con el nombre de Kid Dinamo. También luchó numerosas veces en OMEGA, la promoción de los Hardy Boyz. En OMEGA también conoció a Gregory Helms, con el que trabajó en la WCW.

### World Championship Wrestling (1999-2001)
En 1999 Shannon fue contratado por la WCW. Lo contrató Hulk Hogan, ya que tenía derecho a contratar 21 jóvenes cruceros de la Atlanta Based Promotion. Empezó su carrera en la WCW trabajando en una stable llamada 3 Count formada por el mismo, Shane Helms y Evan Karagias. En febrero del 2000, 3 Count ganó el Campeonato Hardcore de la WCW a Brian Knobbs. Sin embargo, a finales del 2000, 3 Count comenzó a decaer, ya que Karagias se alió con Jamie-San, aunque Shane Helms y Moore consiguieron vencerles.
En el 2001 entraron en un torneo por el título de parejas, pero fueron eliminados en la tercera ronda por Rey Mysterio & Billy Kidman.

### World Wreslting Federation/Entertainment (2001-2005)

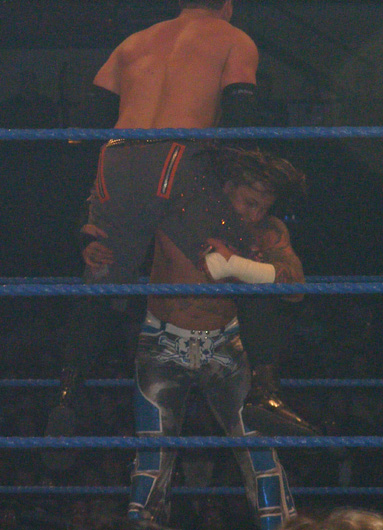
Moore peleando contra The Miz.

En el 2001 fue fichado por la WWE, pero no fue hasta el 2002 cuando debutó en Velocity.
Después de competir muchos meses en la división crucero, pasó a ser un Heel y a hacer pareja con Matt Hardy, llamada M´FER. Pero esto terminó cuando se pelearon, ya que por culpa de Shannon, Matt Hardy perdió su oportunidad de ser campeón crucero. Después de esto volvieron a trabajar juntos hasta noviembre del 2002, cuando Matt Hardy se unió a RAW.
Las siguientes semanas Shannon pasó a ser un jobber y perdió contra Big Show, Matt Morgan y Nathan Jones hasta que ganó a A-Train un mes después.
En Wrestlemania XX participó en un Cruiserweight Open, pero fue eliminado por Último Dragón.
Luego, en el 2004, apareció con la identidad de El Gran Luchadore y luchó por el Campeonato de la WWE, contra JBL. Moore dominó todo el combate, pero en medio del combate salió Eddie Guerrero y Moore perdió su oportunidad porque el combate fue declarado nulo. 
En el 2005 tuvo un accidente de coche que le dejó medio año sin poder luchar. La World Wrestling Entertainment no le quiso renovar el contrato durante su lesión por lo que firmó con la TNA.

### Total Nonstop Action Wrestling (2005-2006)

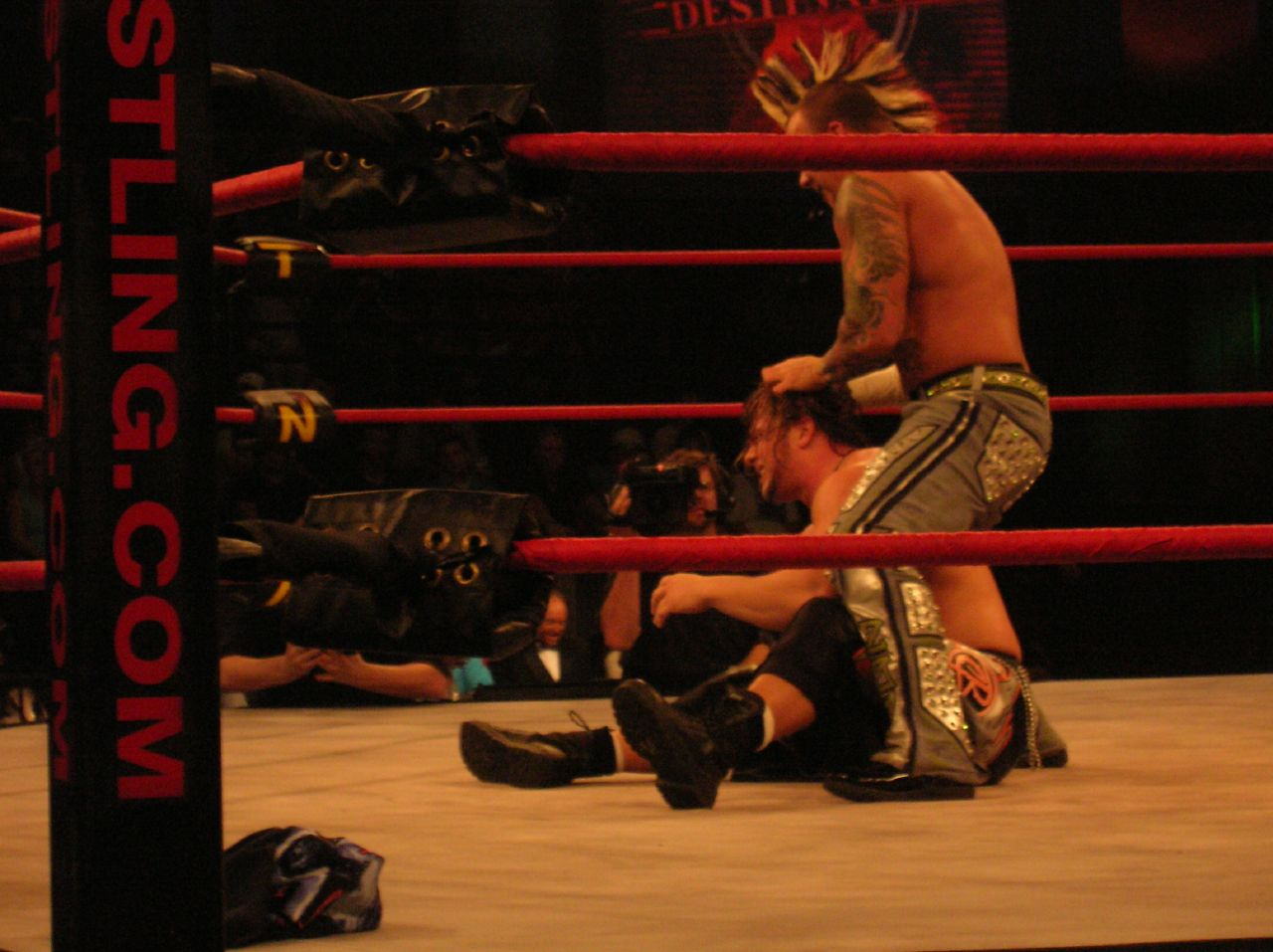
Moore peleando en la TNA.

Moore debutó en la Total Nonstop Action Wrestling el 16 de noviembre de 2005, perdiendo frente a Chris Sabin en una dark match. Apareció por primera vez en televisión el 17 de diciembre en Impact!, apareciendo con un cartel que rezaba "The X Division needs to get Punk'd." Cuando se unió al plantel, se llamó "Prince of Punk" Shannon Moore, pues llevaba el gimmick de un punky.
El 1 de enero de 2006 empezó un feudo con A.J. Styles, atacándole durante una pelea por equipos a él y a su compañero Christopher Daniels para ganar el Campeonato Mundial por Parejas de la NWA. Continuó su feudo con Styles, atacándole y robándole su premio de "Mr. TNA", llevándoles a pelear en una street fight, ganando Moore.
Durante todo el tiempo que estuvo en TNA, Moore trabajaba sin contrato, estando sin pelear mientras lo negociaba. En cambio, optó por vovler a la WWE, peleando por última vez en TNA junto a Americas Most Wanted (Chris Harris y James Storm) y Alex Shelley contra Rhino, Ron Killings, Styles y Daniels. Moore fue cubierto tras recibir un "Styles Clash" de Styles.

### World Wrestling Entertainment (2006-2008)

#### 2006

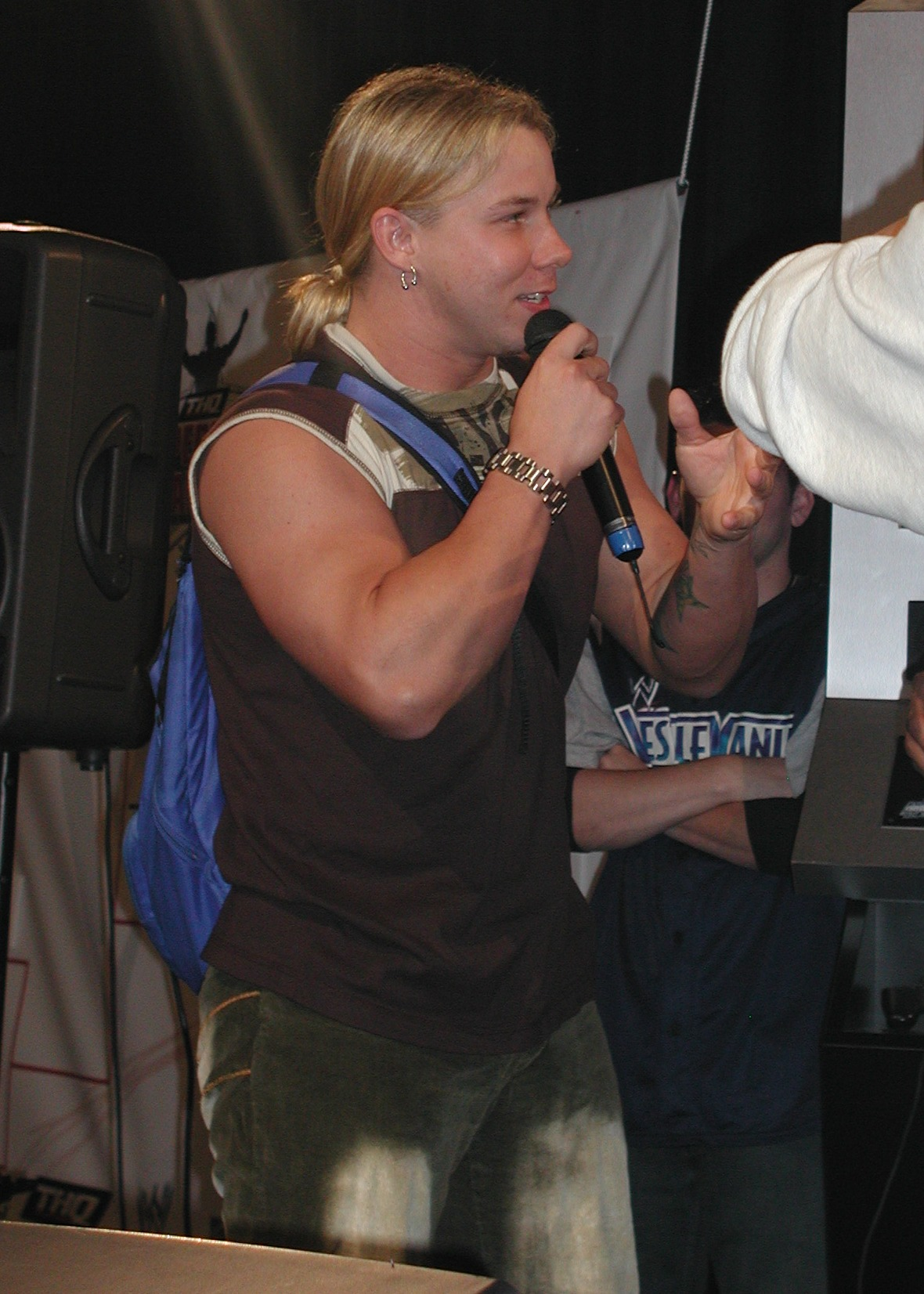
Moore en marzo de 2003.

El 14 de marzo de 2006, el periodista Dave Meltzer anunció que Moore habría llegado a un acuerdo verbal con la World Wrestling Entertainment. Tres días después, WWE.com confirmó la información e hicieron una entrevista a Moore para que hablase de su retorno a la compañía.
En julio de 2006, Moore llegó a la empresa siendo heel en la marca ECW, haciendo sus primeras apariciones llamándose "The Reject," mientras mantenía su ropa del gimmick de "Prince of Punk". Tuvo su primera pelea en la WWE perdiendo ante CM Punk el 12 de septiembre, una semana después Punk se enfrentó a Moore y le dio una bofetada. Después de perder otra vez ante Punk, Moore volvió a ser face y se dedicó a ser el jobber de la ECW, haciendo apariciones esporádicas.

#### 2007-2008
Luego de su paso de la ECW, fue transferido a la marca SmackDown!. Su primera aparición en un PPV fue en No Way Out 2007 donde participó luchando por el Campeonato Crucero siendo eliminado por Gregory Helms. Luchó en The Great American Bash 2007 luchando de nuevo por el título crucero contra Chavo Guerrero, Jimmy Wang Yang, Jamie Noble y Funaki, pero la lucha la ganó Hornswoggle luego de que este se escondiera debajo del ring durante toda la lucha y cubriera a Jamie Noble. Casi a finales del 2007 decidió unir fuerzas con Jimmy Wang Yang para tratar de conseguir algún campeonato.
A comienzos del año 2008 entraron en un Feudo con los Campeones en pareja de la WWE, John Morrison y The Miz, lograron ganar unas cuantas veces pero cuando el campeonato no estaba en juego; perdieron una lucha clasificatoria para el Royal Rumble luego de que fueran derrotados por los ya mencionados anteriormente.
En la edición de SmackDown! del 2 de marzo formó pareja con Jimmy Wang Yang y Jesse & Festus para derrotar a Deuce y Domino y Los Major Brothers y en WrestleMania XXIV participó en la battle royal para pelear por el Campeonato de la ECW esa misma noche, pero no ganó. Durante los meses de mayo y junio intentaron conseguir los Campeonatos por Pareja de la WWE pero no pudieron derrotar a los campeones en ningún momento. También participó varias veces en la ECW, pero mayormente era utilizado como Jobber. La edición del 8 de agosto fue derrotado por los entonces Campeones en pareja Curt Hawkins y Zack Ryder; además este fue su última lucha en la WWE ya que la empresa le despidió.

### Circuito independiente (2008-2010)

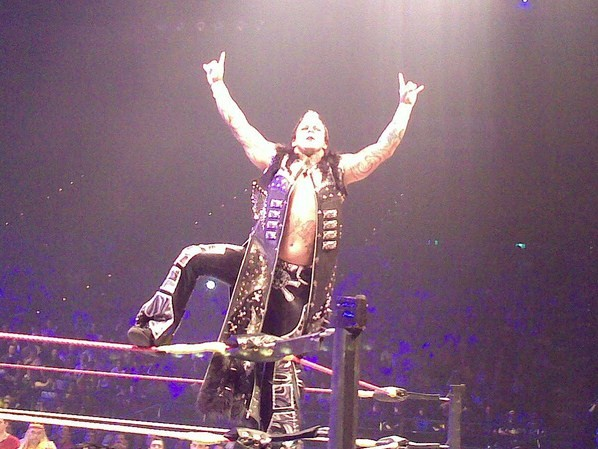
Moore en el tour Hulkmania en 2009.

El 28 de septiembre de 2008, Moore ganó el Campeonato Mundial de la WSW en una Battle Royal en la que participaron, entre otros, René Dupree, Steve Corino y Joe Legend, convirtiéndose en el primer campeón de la historia del título. El 22 de noviembre de 2008, Moore ganó el Campeonato Alemán Peso Pesado de la FCW después de vencer a Mot Van Kunder; pero lo perdió inmediatamente ante Rico Bushido, quien usó la oportunidad a una pelea por el título que tenía. El 13 de diciembre intentó vencer a KC McKnight en una pelea por el Campeonato Peso Pesado de la MAPW, pero no tuvo éxito. El 29 de febrero de 2009 retuvo el Campeonato Mundial de la WSW ante Lance Cade, Joe E. Legend y IceBorg en un Fatal Four Way Elimination Match, eliminando en último lugar a Cade.
El 6 de septiembre de 2009, después de 343 días de reinado como Campeón Mundial de la WSW, el título le fue retirado y dado a Joe E. Legend, hecho que hizo que Moore no tomara parte en más eventos. El 21 de noviembre de 2009, Moore participó en el Hulkamania tour, enfrentándose las cuatro noches a Matt Cross. Perdió la primera noche ante Cross. El 24 de noviembre, Moore le derrotó después de un "Halo". Sin embargo, el 26 de noviembre quedaron empate, por lo que se enfrentaron el 28 en un Ladder match, perdiendo Moore. El 23 de abril, Moore hizo pareja con su amigo Jeff Hardy, derrotando a Rob Eckos & Brian Anthony en el Main Event del evento de NorthEast Wrestling.

### Total Nonstop Action Wrestling (2010-2012)

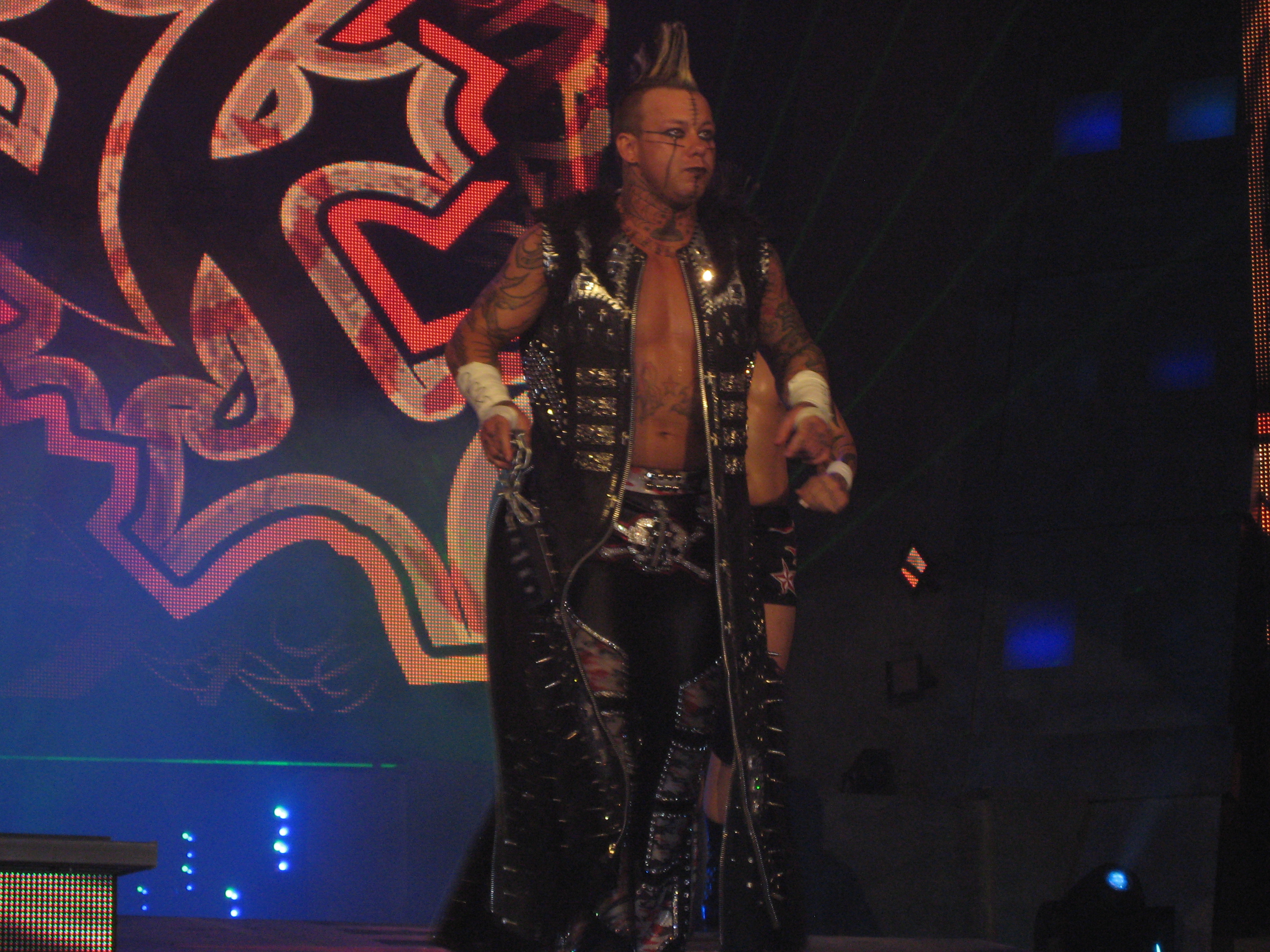
Shannon Moore en la TNA en 2010.

El 4 de enero de 2010, Moore apareció junto a Jeff Hardy en el especial iMPACT! de dos horas en directo. Un mes después, la presidenta de la TNA, Dixie Carter, confirmó su firma con la empresa. Oficialmente, debutó el 8 de marzo, atacando a Kazarian, Daniels y al Campeón de la División X de la TNA Doug Williams. En Destination X, se enfrentó a Williams por su título y en Lockdown ante Kazarian y Homicide, pero fue derrotado en ambas ocasiones. Tras esto, el Campeón Mundial en Parejas de la TNA Matt Morgan le ofreció defender el título, junto a él, pero Morre lo rechazó. La siguiente semana se enfrentó a Kaz por el Campeonato de la División X, pero perdió después de que Morgan le atacara. Esa misma noche, Moore rescató a Jesse Neal, pareja de Morgan, de una paliza de este. A causa de esto, ambos formaron una pareja conocida como Ink Inc., empezando un feudo con Morgan, obteniendo una lucha por su título que no se pudo dar, ya que lo perdió antes de Sacrifice. En ese evento, Ink Inc. se enfrentó a los campeones The Band (Kevin Nash & Scott Hall), pero perdieron después de una interferencia de Brother Ray. Tras esto, se enfrentó a Jeff Hardy el 12 de agosto en The Whole F*n Show, pero perdió. Luego, participaron en un torneo para coronar a los nuevos retadores por el Campeonato Mundial en Parejas de la TNA, derrotando a Generation Me en la primera ronda, pero perdiendo ante Desmond Wolfe & Magnus en la final. Luego, en Bound for Glory derrotaron a Eric Young & Orlando Jordan. En Final Resolution se enfrentaron a Beer Money, Inc. por una oportunidad por el Campeonato Mundial en Parejas de la TNA, pero fueron derrotados. 
Tras estar apartados de televisión durante unos meses, aparecieron el 3 de marzo en el Impact! de Carolina del Norte, donde retaron a los ahora Campeones Mundiales en Parejas Beer Money a una lucha por el título en Victory Road. Durante el combate, Moore intentó atacar a Storm con una cadena, pero Neal se lo impidió, lo que causó su derrota. Tras el combate, le escupió cerveza a la cara a Storm, empezando a mostrar cambios a heel. En las semanas siguientes, se empezó a burlar de Scott Steiner y a provocarle, mientras que Neal le pedía que paraba. En Lockdown, Ink Inc. derrotaron a Scott Steiner & Crimson, Eric Young & Orlando Jordan y The British Invasion (Magnus & Douglas Williams) en un Steel Cage match. El mes siguiente en Sacrifice, Ink Inc. fue derrotado por Mexican America (Anarquía & Hernández), cambiando Moore de nuevo a face. En Destination X, Moore participó en su primer Ultimate X match por una oportunidad por el Campeonato de la División X, pero fue derrotado por Alex Shelley, participando también Amazing Red y Robbie E.
Al regresar Neal de una lesión causada por Hernández, empezaron un feudo con Mexican-America. Se enfrentaron a ellos en Bound for Glory y en Turning Point por el Campeonato Mundial en Parejas de la TNA, pero fueron derrotados en ambas ocasiones. Pocos días después, el equipo se disolvió por el despido de Neal. Tras esto, se tomó un tiempo de descanso de la lucha libre profesional, hasta que el 2 de julio anunció su salida de la empresa.

## En lucha
- Movimientos finales 
  - Halo[1] / Stratosphere[28] (Diving corkscrew senton a un oponente de pie)[1]
  - Mooregasm[1] (Diving o running somersault neckbreaker)[29]
  - Bottoms Up[1] (Jumping, diving o springboard leg drop bulldog)[1] - 1999-2001
  - Boston crab[30] – 2000

- Movimientos de firma
  - Atomic drop
  - Sleeper slam[31][32] - 1999-2001
  - Springboard o diving moonsault,[33] a veces hacia fuera del ring[34][35]
  - No-handed over the rope suicide dive
  - Varios tipos de hurricanrana:
    - Diving[29]
    - Springboard
    - Running
    - Super[36]

  - Running leg drop,[35][31] a veces desde una posición elevada
  - Varios tipos de suplex:
    - Vertical
    - Belly to back
    - Exploder - 2005-2006; 2010
    - Northern lights[37]
    - Snap

  - Swinging neckbreaker
  - Somersault plancha
  - Diving tornado DDT
  - Varios tipos de kick:
    - Drop, a veces desde una posición elevada o en un springboard
    - Spinning heel[29]
    - Superkick - 2003
    - Enzuigiri

  - Springboard crossbody[37][38]
  - Monkey flip
  - Sunset flip[38]
  - Diving leg lariat
  - Single leg Boston crab
  - Inverted DDT[34]
  - Kip-up

- Managers
  - Matt Hardy
  - Helena Heavenly
  - Brandi Richardson
  - Crash Holly
  - Theodore Long

- Apodos
  - The Prince of Punk 
  - The Reject
  - Sensational

## Campeonatos y logros
- Freestyle Championship Wrestling
  - FCW Germany Heavyweight Championship (1 vez)
- Heartland Wrestling Association
  - HWA Cruiserweight Championship (2 veces)
  - HWA Tag Team Championship (1 vez) - con Evan Karagias
- National Championship Wrestling
  - NCW Heavyweight Championship (1 vez)
  - NCW Light Heavyweight Championship (1 vez)
  - NWA Wildside Tag Team Championship (1 vez) - con Shane Helms
- Organization of Modern Extreme Grappling Arts 
  - OMEGA Heavyweight Championship (1 vez)
  - OMEGA Light Heavyweight Championship (2 veces)
  - OMEGA New Frontiers Championship (1 vez)
- Southern Championship Wrestling
  - SCW Junior Heavyweight Championship (1 vez)
- World Championship Wrestling
  - WCW Hardcore Championship (1 vez) - Ganado como parte de 3 Count
- World Stars Of Wrestling
  - WSW World Championship (1 vez)
- Pro Wrestling Illustrated
  - Situado en el Nº238 en los PWI 500 de 1999[39]
  - Situado en el Nº140 en los PWI 500 del 2000[40]
  - Situado en el Nº92 en los PWI 500 del 2001[41]
  - Situado en el Nº67 en los PWI 500 de 2002[42]
  - Situado en el Nº91 en los PWI 500 del 2003[43]
  - Situado en el Nº129 en los PWI 500 del 2004[44]
  - Situado en el Nº139 en los PWI 500 del 2005[45]
  - Situado en el Nº343 en los PWI 500 del 2006[46]
  - Situado en el Nº268 en los PWI 500 del 2007[47]
  - Situado en el N°159 en los PWI 500 del 2008[48]
  - Situado en el Nº188 en los PWI 500 del 2009[49]
  - Situado en el Nº124 en los PWI 500 de 2010[50]
- Otros títulos
  - ACW Light Heavyweight Championship (1 vez)
  - NFWA Heavyweight Championship (1 vez)